# ديزة مائلة
ديزة مائلة (الاسم العلمي:Disa obliqua) هي نوع من النباتات تتبع جنس الديزة من الفصيلة السحلبية.